# Desa (przedsiębiorstwo)
Desa (skrótowiec od słów Dzieła Sztuki i Antyki) – przedsiębiorstwo państwowe zajmujące się handlem dziełami sztuki i antykami, utworzone 3 kwietnia 1950 roku zarządzeniem Ministra Kultury i Sztuki w porozumieniu z Ministerstwem Handlu Wewnętrznego.
W 1991 roku decyzją Ministra Kultury i Sztuki podzielono ją na:
- warszawską (oddział centralny) – obecnie Desa Unicum Sp. z o.o.
- krakowską (pozostałe oddziały) – obecnie DESA Dzieła Sztuki i Antyki Sp. z o.o.